# 一木神社

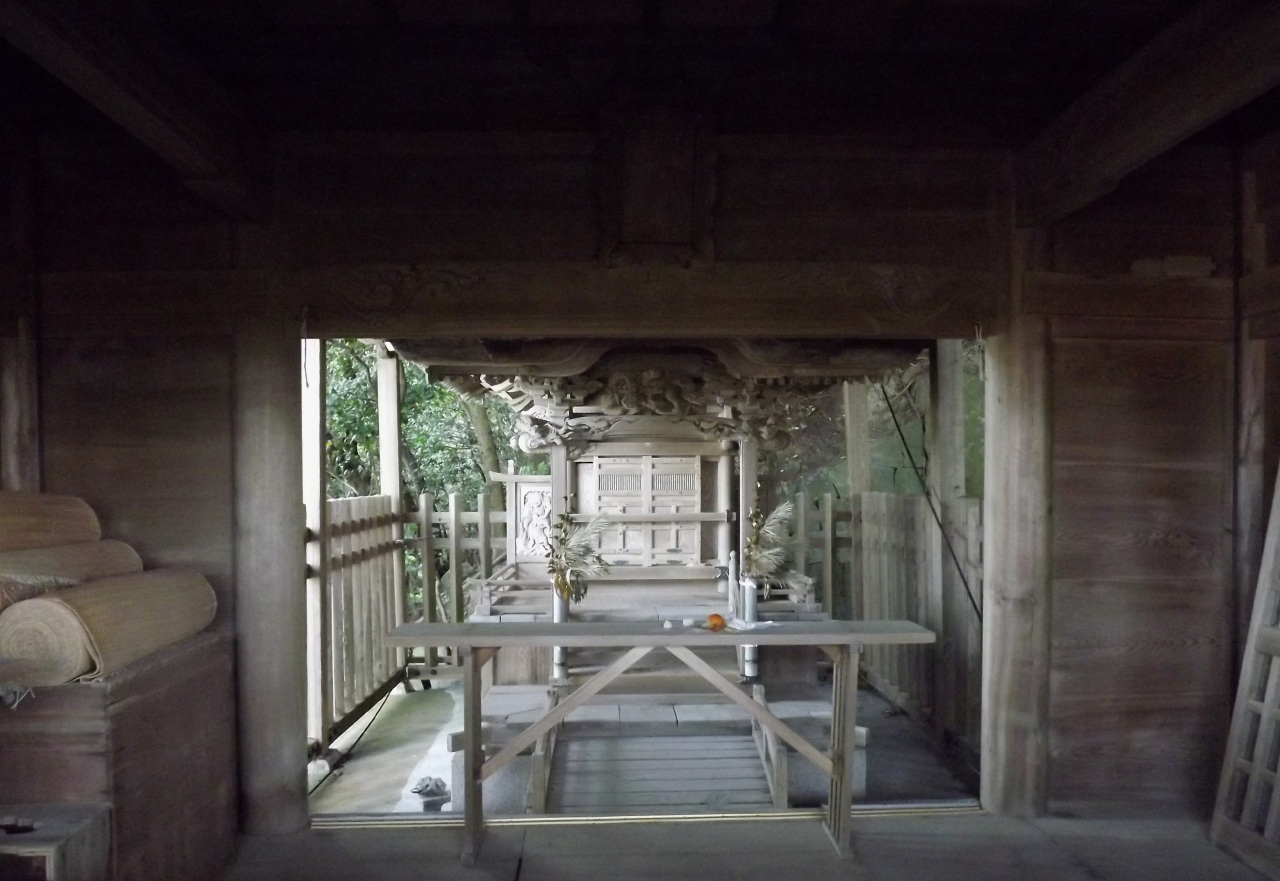
奥殿

一木神社（いちきじんじゃ）は、高知県室戸市にある神社で、四国八十八ヶ所第25番札所である津照寺の上り口の左上に鎮座する。

## 祭神
- 一木政利（一木権兵衛政利）

政利は土佐藩の普請奉行であった。

## 由緒
普請奉行として室津港改修工事を担当した政利は、工事が難行したために、一身を海神にささげることを約して竣工を祈願し、改修が終わると約を違えず人柱となったといい、地元町民がその死を悼んで、延宝7年（1679年）に港を見下ろす山の中腹に神として祀るようになったという。（なお、この経緯については一木政利も参照のこと。）

## 神事
毎年、5月中旬には漁業殉職者慰霊祭と共に盛大な大祭が催されている、主催者である室戸漁業協同組合が時代の流れと共に高知県漁業協同組合に統合され室戸支所になっても祭りは変わらず連綿として受け継がれている。

## 交通アクセス
奈半利駅からバスで40分、室戸で下車して徒歩で10分。